# Marek Sapara
Marek Sapara est un footballeur international slovaque né le 31 juillet 1982 à Ďurďošík. Il est milieu offensif.

## Palmarès
- Champion de Slovaquie : 2006
- Vainqueur de la coupe de Slovaquie :  2006
- Champion de Norvège : 2006 et 2009
- Meilleur joueur du championnat de Norvège en octobre 2006

## Sélections
- 38 matchs et 5 buts avec la Slovaquie